# 红军标语
红军标语，位于中国广东省韶关市南雄市油山镇上朔夹河口中东村，为韶关市南雄市的一个市、县级文物保护单位，类型为近现代重要史迹及代表性建筑，公布时间为1982年5月21日。
红军标语的历史年代为1929－1934。